# Барбара Лисков
Барбара Лисков (енгл. Barbara Liskov; 7. новембар 1939, Калифорнија) рачунарски је научник. Рођена је као Барбара Џејн Хјуберман. Она је однедавно професор инжењеринга на Масачусетском технолошком институту, на одсеку за електротехнику и информатику. Добила је Тјурингову награду 2008. године.